# Claspettomyia kirghizica
Claspettomyia kirghizica är en tvåvingeart som beskrevs av Boris Mamaev 1998. Claspettomyia kirghizica ingår i släktet Claspettomyia och familjen gallmyggor. Inga underarter finns listade i Catalogue of Life.